# Tibberton, Shropshire
Tibberton är en ort i civil parish Tibberton and Cherrington, i distriktet Telford and Wrekin i grevskapet Shropshire i England. Orten är belägen 6 km från Newport. Orten hade 611 invånare år 2020. Tibberton var en civil parish 1866–1988 när det uppgick i Tibberton and Cherrington. Civil parish hade 319 invånare år 1961. Byn nämndes i Domedagsboken (Domesday Book) år 1086, och kallades då Tetbristone.